# Mycomya mituda
Mycomya mituda är en tvåvingeart som beskrevs av Vaisanen 1980. Mycomya mituda ingår i släktet Mycomya och familjen svampmyggor. Arten är reproducerande i Sverige. Inga underarter finns listade i Catalogue of Life.